# Indywidualne Mistrzostwa Świata na Żużlu 1989
Indywidualne Mistrzostwa Świata na Żużlu 1989 – cykl turniejów żużlowych mających wyłonić najlepszych żużlowców na świecie. Hans Nielsen z Danii po raz trzeci zdobył mistrza świata (poprzednio w latach 1986, 1987).

## Finał światowy
- 2 września 1989 r. (sobota),  Monachium – Stadion Olimpijski

| Msc. | Zawodnik                | Kraj              | Pkt  |                |  |
| ---- | ----------------------- | ----------------- | ---- | -------------- |  |
| 1    | Hans Nielsen            | Dania             | 15   | (3,3,3,3,3)    |  |
| 2    | Simon Wigg              | Wielka Brytania   | 12+3 | (1,3,3,3,2) +3 |  |
| 3    | Jeremy Doncaster        | Wielka Brytania   | 12+2 | (3,2,1,3,3) +2 |  |
| 4    | Erik Gundersen          | Dania             | 11   | (2,3,d,3,3)    |  |
| 5    | Kelvin Tatum            | Wielka Brytania   | 10   | (3,3,2,2,w/u)  |  |
| 6    | Mitch Shirra            | Nowa Zelandia     | 10   | (2,2,3,2,1)    |  |
| 7    | Andy Smith              | Wielka Brytania   | 10   | (1,2,2,2,3)    |  |
| 8    | Tony Olsson             | Szwecja           | 8    | (1,1,3,1,2)    |  |
| 9    | Gerd Riss               | RFN               | 5    | (3,1,1,0,w/u)  |  |
| 10   | Roman Matoušek          | Czechosłowacja    | 5    | (0,2,0,1,2)    |  |
| 11   | Karl Maier              | RFN               | 5    | (2,1,1,0,1)    |  |
| 12   | Troy Butler             | Australia         | 4    | (2,0,2,0,0)    |  |
| 13   | Olli Tyrväinen          | Finlandia         | 4    | (0,0,2,0,2)    |  |
| 14   | Ronnie Correy           | Stany Zjednoczone | 4    | (0,0,1,2,1)    |  |
| 15   | Zoltán Adorján          | Węgry             | 4    | (1,1,0,1,1)    |  |
| 16   | Bohumil Brhel           | Czechosłowacja    | 1    | (0,0,0,1,0)    |  |
|      | rez. József Petrikovics | Węgry             | ns   |                |  |
|      | rez. Peter Ravn         | Dania             | ns   |                |  |
|      | rez. Alois Bachhuber    | RFN               | ns   |                |  |
|      | Jan O. Pedersen         | Dania             |      |                |  |